# Zaccaria (re)
Zaccaria (... – 745 a.C. o 743 a.C. circa), figlio di Geroboamo II, fu re di Israele per sei mesi in Samaria nell'anno 743 a.C. o 745 a.C. circa.

## Biografia
La Bibbia narra del suo regno in 2 Re 15,8-12, riferendo che contro di lui congiurò Sallum, assassinandolo e diventando re al suo posto.